# Giti Tire
Giti Tire è un'azienda indonesiana di pneumatici, con sede amministrativa a Singapore, otto stabilimenti di produzione, oltre 32 000 dipendenti in tutto il mondo e un mercato commerciale di oltre 130 paesi.
Nel 2024 Giti si è classificata al nono posto nel mondo tra le aziende produttrici di pneumatici in base alle entrate.

Giti Tire produce una varietà di marche di pneumatici per autovetture, camion, autobus e fuoristrada, tra cui Giti, GT Radial, Primewell, Runway e Dextero.

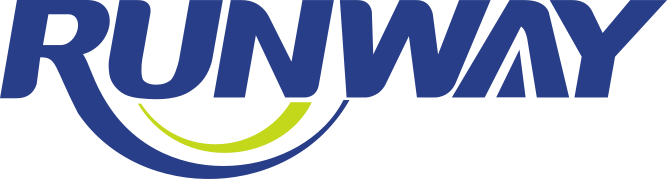
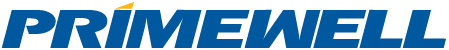